# 찹쌀탕수육
찹쌀탕수육은 튀김옷에 찹쌀가루를 쓴 탕수육이다. 일반적인 탕수육보다 궈바오러우와 비슷하다.

## 같이 보기
- 궈바오러우
- 탕수육